# Campionat del Món de Trial 1977
La temporada de 1977 del Campionat del Món de trial fou la 3a edició d'aquest campionat, organitzat per la FIM. El calendari oficial constava de 12 proves puntuables, celebrades entre el 12 de febrer i el 25 de setembre. Yrjö Vesterinen (Bultaco) va guanyar el seu segon campionat consecutiu després de protagonitzar una llarga batalla pel títol amb els membres de l'equip oficial de Montesa, Malcolm Rathmell i Ulf Karlson i l'altre oficial de Bultaco, Martin Lampkin.
Rathmell va protagonitzar una primera fase del campionat fulgurant en guanyar les tres primeres proves (Irlanda, Gran Bretanya i Bèlgica), mentre que els seus principals rivals hi obtenien resultats discrets. A partir de la quarta prova (el Trial de Sant Llorenç), però, Vesterinen i Karlson van començar a millorar alhora que Rathmell afluixava i encadenava quatre resultats decebedors. Malgrat l'intent de recuperar el terreny perdut a partir del Canadà, Rathmell ja no va poder acostar-se prou a Vesterinen, que s'escapà al capdavant de la classificació. Arribats a la darrera prova de la temporada, Suïssa, Vesterinen duia 10 punts d'avantatge sobre Lampkin i 14 sobre Rathmell, de manera que tots tres mantenien opcions al títol. En quedar-hi sisè, el finlandès es va proclamar campió amb 6 punts d'avantatge envers el subcampió, Karlson, qui en guanyar a Suïssa va superar Rathmell a la classificació general per un sol punt. Martin Lampkin, quart classificat final i segon de Bultaco, quedà finalment a dos punts de distància de Rathmell.
Un dels protagonistes del campionat des de feia anys, Mick Andrews (quart el 1976), va patir aquell any diversos problemes tècnics a la seva Yamaha i no va poder passar de la tretzena posició final. Les seves relacions amb la marca japonesa començaren a empitjorar fins que, l'any següent, va decidir tornar a OSSA.

## Novetats
Un dels fets més destacats d'aquella temporada va ser la primera victòria d'una motocicleta de quatre temps al campionat, aconseguida per Rob Shepherd amb la seva Honda RTL 360 al trial de Finlàndia. L'anglès, en la seva primera temporada amb Honda, va acabar el mundial en cinquè lloc, un èxit sense precedents per a una motocicleta d'aquella mena. Un altre anglès que va sorprendre va ser John Reynolds, qui en el seu primer any amb OSSA va començar el mundial com al segon en discòrdia: Amb un ajustat segon lloc a Irlanda i un de quart a Gran Bretanya, Reynolds se situà darrere de Rathmell a la classificació provisional. A partir de la tercera prova, però, no va tornar a puntuar i finalment acabà el mundial en l'onzena posició final.
D'altra banda, tres pilots de Bultaco obtingueren també resultats destacables durant la temporada: Charles Coutard aconseguí dues victòries consecutives als Estats Units i el Canadà i Manuel Soler va quedar segon a Gran Bretanya per darrere de Malcolm Rathmell, obtenint el seu millor resultat fins aleshores justament a la meca del trial en aquells moments. Tanmateix, el més prometedor de tots va ser Bernie Schreiber, que va debutar al mundial aquell any a només 18 anys i tot i així obtingué dos podis (tercer al Trial de Sant Llorenç i segon a Alemanya) i acabà la temporada en setè lloc.
A mitjan temporada, l'alemany Felix Krahnstöver va fitxar per KTM per tal de començar a provar el seu prototip de trial en competició.

### Canvis en el sistema de penalització
L'any 1977 entrà en vigor als trials puntuables per al Campionat del Món el nou sistema de penalització vigent actualment, incloent com a novetat els "dos peus" que es penalitzen amb 2 punts. Aquest sistema feia pocs anys que ja s'aplicava al Regne Unit i en algunes proves d'altres països.
El nou sistema, doncs, aplica ara el següent barem de puntuació:
| Punts | Falta        |
| ----- | ------------ |
| 0     | --           |
| 1     | 1 peu        |
| 2     | 2 peus       |
| 3     | 3 o més peus |
| 5     | fiasco       |

Nota.- Fins a l'any 1976 s'aplicava el sistema de penalització clàssic, que considerava el següent barem de puntuació:
| Punts | Falta        |
| ----- | ------------ |
| 0     | --           |
| 1     | 1 peu        |
| 3     | 2 o més peus |
| 5     | fiasco       |

## Sistema de puntuació
Barem de puntuació de 1969 a 1983:
| Posició | 1  | 2  | 3  | 4 | 5 | 6 | 7 | 8 | 9 | 10 |
| Punts   | 15 | 12 | 10 | 8 | 6 | 5 | 4 | 3 | 2 | 1  |

A partir de 1977, es comptabilitzen tots els resultats obtinguts durant la temporada en comptes de la meitat més un com fins al 1976.

## Calendari
| Ronda | Data           | Prova          | Lloc        | Guanyador        |
| ----- | -------------- | -------------- | ----------- | ---------------- |
| 1     | 12 de febrer   | Irlanda        | Newtownards | Malcolm Rathmell |
| 2     | 19 de febrer   | Gran Bretanya  | Rhayader    | Malcolm Rathmell |
| 3     | 27 de febrer   | Bèlgica        | Bilstain    | Malcolm Rathmell |
| 4     | 6 de març      | Espanya        | Matadepera  | Yrjö Vesterinen  |
| 5     | 13 de març     | França         | Sancerre    | Ulf Karlson      |
| 6     | 20 de març     | Alemanya       | Bielefeld   | Martin Lampkin   |
| 7     | 29 de maig     | Estats Units   | Port Huron  | Charles Coutard  |
| 8     | 5 de juny      | Canadà         | Chicoutimi  | Charles Coutard  |
| 9     | 28 d'agost     | Suècia         | Huddinge    | Ulf Karlson      |
| 10    | 4 de setembre  | Finlàndia      | Ekenäs      | Rob Shepherd     |
| 11    | 18 de setembre | Txecoslovàquia | Rícany      | Yrjö Vesterinen  |
| 12    | 25 de setembre | Suïssa         | Oberiberg   | Ulf Karlson      |

## Classificació final
| Posició | Pilot            | Motocicleta | Punts |
| ------- | ---------------- | ----------- | ----- |
| 1       | Yrjö Vesterinen  | Bultaco     | 107   |
| 2       | Ulf Karlson      | Montesa     | 101   |
| 3       | Malcolm Rathmell | Montesa     | 100   |
| 4       | Martin Lampkin   | Bultaco     | 98    |
| 5       | Rob Shepherd     | Honda       | 68    |
| 6       | Charles Coutard  | Bultaco     | 63    |
| 7       | Bernie Schreiber | Bultaco     | 53    |
| 8       | Manuel Soler     | Bultaco     | 30    |
| 9       | Nigel Birkett    | Suzuki      | 26    |
| 10      | Marland Whaley   | Honda       | 20    |
|         |                  |             |       |
| 25      | Jaume Subirà     | Montesa     | 1     |